# مرغابی نوک‌تاج
مرغابی نوک‌تاج یا مرغابی نوک‌تاج آمریکایی یا مرغابی نوک‌تاج پهلوسیاه (نام علمی: Sarkidiornis sylvicola)، یک مرغابی نامعمول است که در تالاب‌های گرمسیری در قاره آمریکای جنوبی در جنوب تا منطقه رودخانه پاراگوئه در شرق پاراگوئه، جنوب شرقی برزیل و شمال شرقی آرژانتین، و به صورت سرگردان در ترینیداد دیده می‌شود.
بیشتر مقامات آرایه‌شناسی این گونه و مرغابی نوک‌برآمده را از یکدیگر جدا می‌کنند. مرغابی نوک‌تاج معمولاً در مقایسه با مرغابی نوک‌برآمده کوچک‌تر است و پهلوها تیره‌تر هستند (در نرها سیاه و در ماده‌ها خاکستری متوسط).
در باتلاق‌ها و دریاچه‌های آب شیرین در مناطق استوایی تولیدمثل می‌کند. جدا از پراکندگی در فصل مرطوب، عمدتاً ساکن است.
مرغابی‌های نوک‌تاج عمدتاً در سوراخ درختان، همچنین در علف‌های بلند لانه می‌سازند. آنها لانه خود را با نی، علف یا پر می‌چینند، اما نه با کرک‌پر.